# ベラルーシ鉄道戦争
ベラルーシ鉄道戦争（ベラルーシてつどうせんそう、英語: rail war in Belarus）は、2022年ロシアのウクライナ侵攻に反対するベラルーシの草の根運動の一つである。
2022年2月末に、労働力、信号扱所の装置、ロシアのウクライナ侵攻のための鉄道での軍事物資の輸送を出来なくするために行われたベラルーシの鉄道への破壊行為に関する最初の報告がメディアに掲載された。

## 破壊行為
ベラルーシの3地域で信号装置が破壊され、線路が塞がれたために、ベラルーシの鉄道の複数の支部の業務が混乱に陥った。以後、大規模な破壊行為が、ベラルーシ南部の多くの鉄道路線で行われた。ベラルーシ内務省のデータによれば、4月12日時点で、破壊行為が80件ほど発生している。被害のほとんどに共通する形式としては、信号装置への放火がある。これにより指令系統が混乱し、20から15km/hの低速運行せざるを得なくなった。内務副大臣は、3月初旬の声明で、破壊行為を行う者を殺害すると脅迫した。3月下旬には、信号装置に放火しようとした者らが発砲された。4月下旬、代表者院で破壊行為に対して死刑を適用する法律が可決された。
ベラルーシでの反対活動は、ウクライナに有利に働き、ロシア軍のキーウ攻勢を頓挫させることとなった。